# Batalla de Covadonga
La batalla de Covadonga va ser la primera victòria militar de la cristiandat, a Ibèria, des de la conquesta musulmana del 711-718. Va ser lliurada a Covadonga, probablement l'estiu del 722. Després de la batalla es va crear un principat cristià independent a les muntanyes nord-occidentals de la península, que posteriorment es convertiria en el regne d'Astúries, convertint-se en un bastió de la resistència cristiana a l'expansió del domini musulmà. Per aquest motiu, la Batalla de Covadonga ha estat considerada, per molts historiadors, com el catalitzador de la Reconquesta del domini cristià sobre tota la península Ibèrica.
Per a alguns historiadors com José Luis Corral, professor d'Història medieval a la Universitat de Saragossa, la Batalla de Covadonga mai va existir i atribueix la seva invenció a la cort de cronistes del Rei Alfons III, aquesta resolució es basa en el fet que no s'ha trobat mai cap escrit de la batalla, ni en documents musulmans ni cristians de segle viii.

## Antecedents
Segons alguns documents escrits per mossàrabs del nord d'Ibèria durant el segle ix, els visigots van elegir, el 718, al noble Pelai (681–737) com el seu líder. Pelai era el rebesnet d'un antic rei d'Hispània, Khindasvint, i fill de Favila, qui havia estat dignatari a la cort del rei Ègica (687–700); va establir el seu quarter a Cangues d'Onís (Astúries), des d'on va incitar un alçament contra els omeies.
Des del principi de la invasió musulmana, refugiats i combatents del sud de la península s'havien desplaçat cap al nord per evitar l'autoritat islàmica. Alguns d'aquests s'havien refugiat a les muntanyes d'Astúries, al nord-oest de la península Ibèrica. Allí, d'entre aquests desposseïts del sud, Pelai va reclutar la seva banda armada. Les seves primeres accions van ser negar-se a pagar la jizya, un impost establert als no musulmans, i atacar les petites guarnicions omeies estacionades a la zona. Finalment, van aconseguir expulsar al governador provincial, anomenat Munuza, de la regió asturiana. Tot i un seguit d'intents per part dels musulmans de recuperar el territori, Pelai i els seus homes van aconseguir mantenir les posicions, fundant-se el regne d'Astúries, entitat que es convertiria en punt de contenció cristiana davant de possibles nous avenços de l'expansió musulmana.
En aquests primers anys, no obstant, la rebel·lió no suposava cap perill pels nous amos d'Hispània, que havien establert la seva capital a Còrdova. Així, en aquell punt només es van realitzar petits intents per sufocar-la. Pelai no sempre va poder mantenir als musulmans fora d'Astúries, però aquests tampoc van poder derrotar-lo definitivament; sempre que els musulmans es retiraven, a l'hivern, els asturians podien recuperar el control del territori. Els exèrcits omeies estaven centrats en practicar ràtzies a Narbona i la Gàl·lia, motiu pel qual no disposaven de prou homes per derrotar la insurrecció de les muntanyes. Pelai mai va intentar forçar la situació, motiu pel qual és possible que fos la derrota omeia en altres indrets la que desemboqués en la batalla de Covadonga. El 9 de juliol del 721, un exèrcit musulmà que havia creuat els Pirineus i envaït el regne dels Francs va ser derrotat en la Batalla de Tolosa. Aquesta va resultar en el pitjor revés patit pels musulmans en les seves campanyes a l'Europa meridional. Amb l'esperança de no tornar a Còrdova derrotat i amb males notícies, el wāli omeia Ànbassa ibn Suhaym al-Kalbí va decidir acabar amb la rebel·lió asturiana de camí a casa, pensant que així compensaria les seves tropes amb una victòria senzilla i els pujaria la moral.

## Batalla

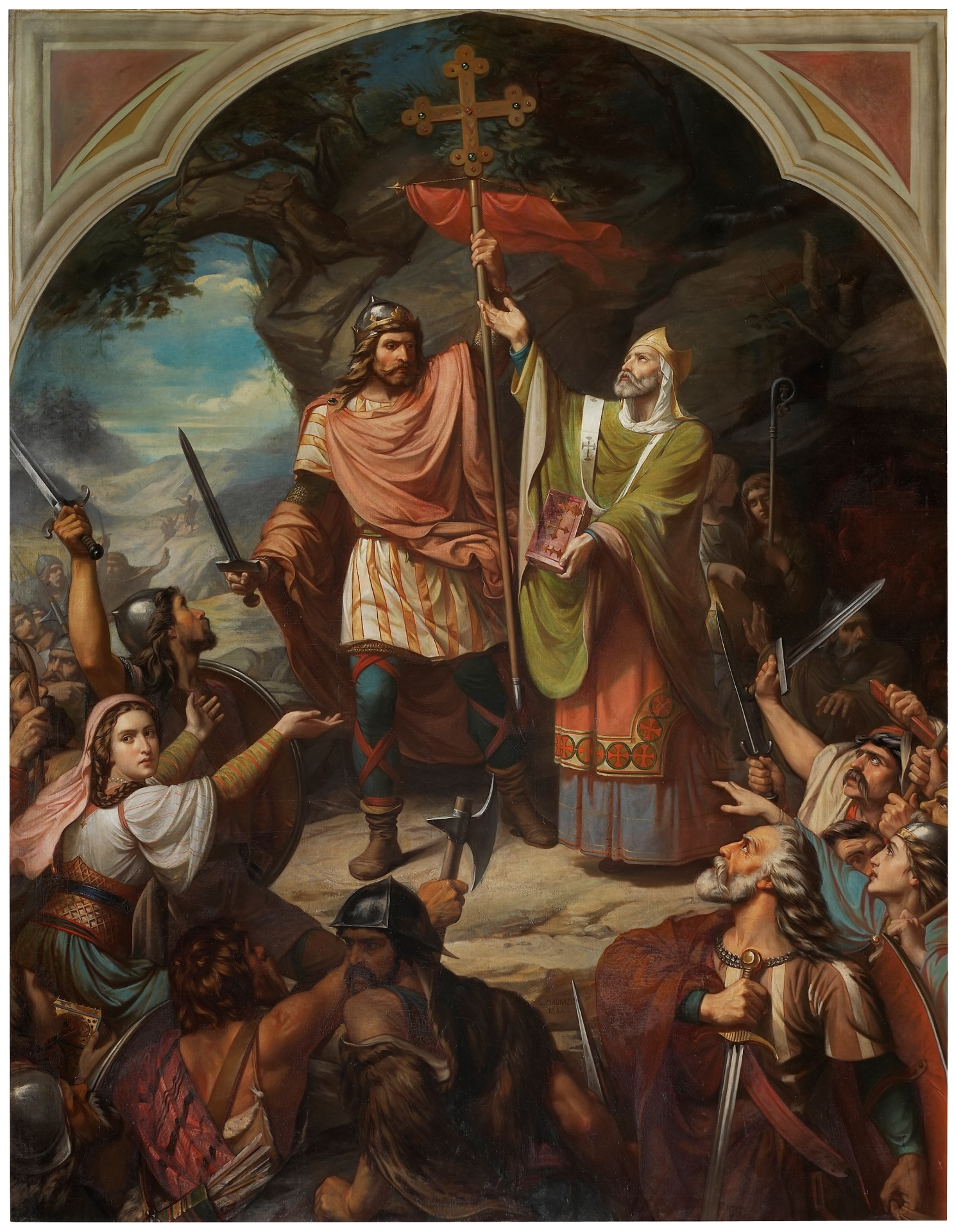
Rei Pelai a la Batalla de Covadonga

El 722, forces omeies comandades per Al Qama i Munuza i, segons la llegenda, acompanyats pel bisbe Oppas de Sevilla, van ser enviats cap Astúries. Com que Al Qama va passar per bona part de la regió, la tradició diu que Oppas va intentar aconseguir la rendició dels seus companys cristians, però que no ho va aconseguir- Pelai i les seves forces es van retirar cap a l'interior de les muntanyes asturianes, finalment retirant-se fins a una vall flanquejada per muntanyes, localització fàcilment defensable gràcies a la impossibilitat de llançar un atac frontal. És possible que Pelai només comptés amb uns 300 companys d'armes.
Al Qama, finalment, va arribar fins a Covadonga, fent arribar un enviat davant Pelai perquè aquest es rendís. Com que Pelai va refusar, Al Qama va enviar les seves millors tropes cap a la vall. Els asturians van disparar sobre els musulmans des de les muntanyes i, en el moment més intens, el propi Pelai va liderar els seus millors homes en una càrrega cap a la vall. S'havien amagat en una cova, sense ser detectats pels musulmans. Els registres cristians de la batalla assegura que les pèrdues en el bàndol musulmà van ser esgarrifoses, mentre que els omeies asseguren que no van ser res més que una escaramussa. El propi Al Qama va morir en combat, provocant que els seus soldats fugissin del camp de batalla.
Després de la victòria de Pelai, la població dels pobles conquerits d'Astúries van alçar-se en armes, matant molts dels soldats omeies en retirada. Munuza, al saber de la derrota, va organitzar una nova força, reunint els supervivents de la batalla. Posteriorment també s'enfrontaria amb Pelai, qui ara disposava d'un exèrcit més poderós, prop de l'actual Proaza. Pelai va tornar a vèncer, i Munuza va morir en el combat. Tot i que els musulmans, en les seves cròniques, asseguraren que 30 infidels no podien fer res, mai van tornar a enfrontar-se directament amb el regne d'Astúries. La batalla és commemorada, actualment, al santuari de Nostre Senyora de Covadonga.